# Lytta sublaevis
Lytta sublaevis är en skalbaggsart som först beskrevs av Horn 1868.  Lytta sublaevis ingår i släktet Lytta och familjen oljebaggar. Inga underarter finns listade i Catalogue of Life.